# Acai-bær
Acai-bær (udtale: a-saj) er bærret fra acaipalmen (Euterpe oleracea), der har sit oprindelige voksested langs floder i Sydamerikas Amazonregnskov. Bærrene høstes både vildt og i plantager. Ud fra bærrene producerer Amazonas urbefolkning juice og vin, og bærrene er siden begyndelsen af 2000-tallet blevet stærkt udnyttet kommercielt på grund af påstande om en høj sundhedsværdi. De ædes desuden af mange dyr, bl.a fugle og gnavere. 

## Udseende
Bærrene er runde med en diameter på 1-2 centimeter. Ved modenhed bliver de mørkt purpur i farven. De høstes normalt i tørtiden mellem juli og december. De sidder i klaser, der kan veje op til 6 kilogram.

## Sundhedsværdi
Siden 2005 er acai-bær blevet kendt for et højt indhold af antioxidanter, men der har manglet videnskabeligt grundlag for påstanden. Det er således blevet kaldt superfood, men det er dog ikke af højere næringsværdi end mange andre bær. Det er blevet hævdet, at Acai-bærret skulle mindske risikoen for hjerte-kar-sygdomme, kræft, alzheimer og mange andre kroniske sygdomme. Dette er dog aldrig blevet dokumenteret. Acai-bærret er blevet nævnt hos Oprah Winfrey i et indslag om sunde madvarer. Det er siden blevet kaldt et middel til at tabe sig, f.eks. på facebook.